# Interactoma

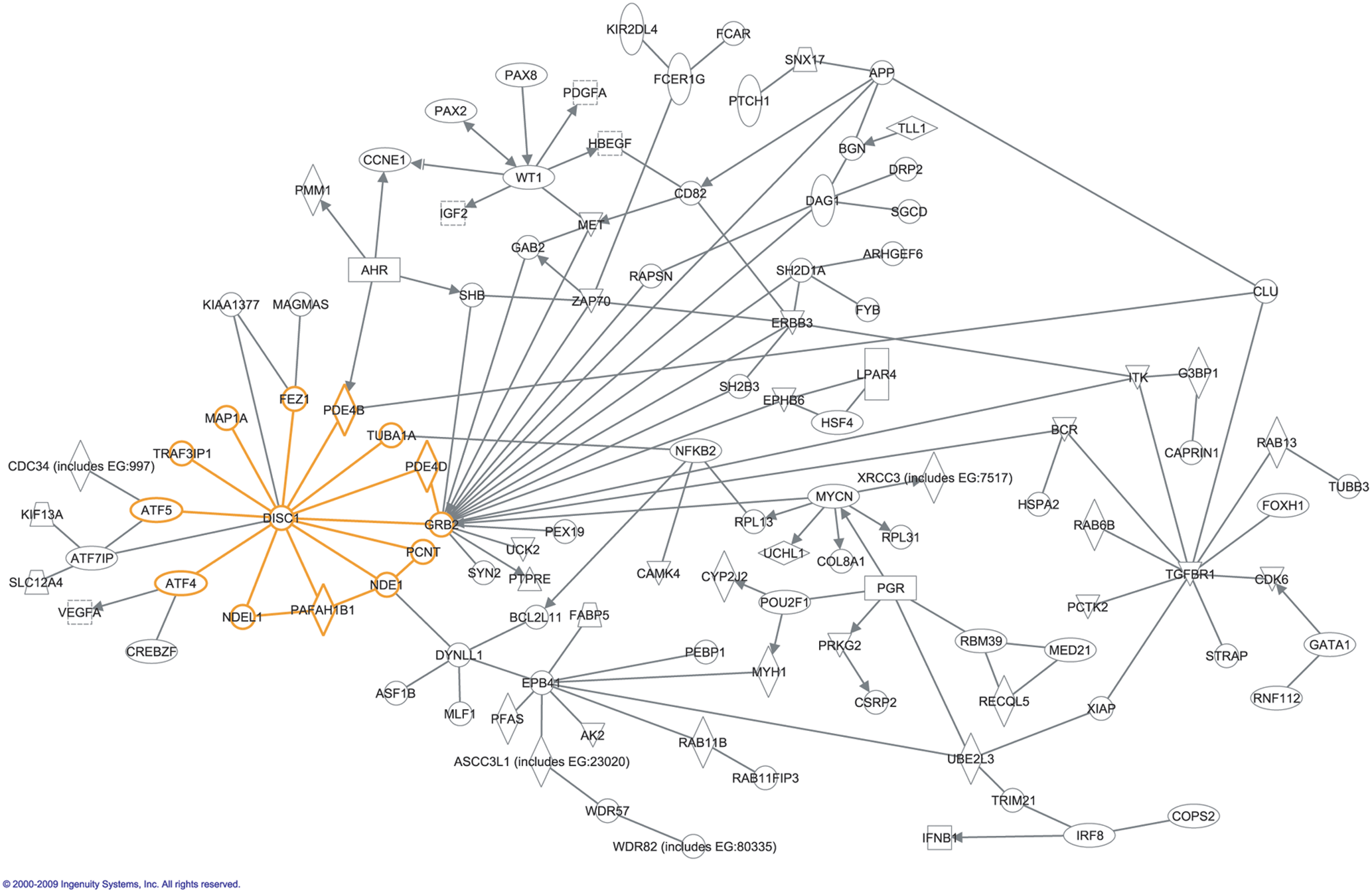
Parte do interactoma DISC1. Os genes são representados pelo texto e as interações pelas linhas entre os genes.

Em biologia molecular, interactoma é o conjunto de todas as interações moleculares em determinada célula. O termo refere-se especificamente às interações físicas entre moléculas, embora possa também significar interações indiretas entre genes. Os interactomas são geralmente representados através de grafos.